# Escara
Escara es una localidad y municipio de Bolivia, ubicado en la provincia del Litoral del departamento de Oruro.
La sección municipal fue creada por Ley de 26 de septiembre de 1963, durante la presidencia de Víctor Paz Estenssoro.
Antiguamente, el municipio era el descanso para las caravanas de harneros que llevaban sal al valle denominado Jiscara, del cual proviene su nombre.

## Geografía
El municipio limita al norte con la provincia de Sajama, al sur y oeste con el municipio de Esmeralda, al este con la provincia de Sud Carangas y al oeste con los municipios de Cruz de Machacamarca y Huachacalla. Presenta una topografía de altiplano, serranías y planicies. La elevación más importante es el cerro Qhamacha, con una altitud de 4600 m s. n. m. Su clima es frío, con temperaturas mínimas de -5 °C y máximas de 23 °C. Respecto a sus recursos hídricos, el río de mayor importancia es el Lauca, actualmente sin aprovechamiento. También cuenta con ojos de agua y vertientes.
La vegetación es básicamente de thola y forrajes como el pasto llorón y la paja brava. Su fauna silvestre está constituida principalmente por la vizcacha, conejo de campo, perdiz, golondrina y zorros.

## Demografía
De acuerdo con el censo boliviano de 2024, la población del municipio de Escara es de 4 194 habitantes.
La población del municipio aumentó casi diez veces entre 1992 y 2024:
| Año  | Habitantes (municipio) | Fuente |
| ---- | ---------------------- | ------ |
| 1992 | 446                    | Censo  |
| 2001 | 863                    | Censo  |
| 2012 | 4 223                  | Censo  |
| 2024 | 4 194                  | Censo  |

## Economía
Las principales actividades económicas de su población son la ganadería, la agricultura, el comercio y la artesanía. La ganadería está basada en la crianza de ovinos y camélidos, particularmente de llamas y alpacas. Esta actividad proporciona buenos ingresos a los pobladores por tener un mercado asegurado y una creciente demanda en las ferias locales. Muchos pobladores se dedican, por otra parte, a la cría y pesca de trucha.